# Chiesa di San Floriano (Cella, Forni di Sopra)
La chiesa di San Floriano si trova a Cella, frazione di Forni di Sopra in provincia e arcidiocesi di Udine

## Storia
La chiesa viene documentata per la prima volta nel 1038 in un atto di compravendita, ma viene definitivamente completata nel 1445. Venne completamente ristrutturata nel Seicento e la navata fu allungata.
Su interessamento dell'allora parroco don Fortunato De Santa, poi vescovo di Sessa Aurunca (CE), e del deputato Gregorio Valle, la chiesa venne dichiarata monumento nazionale nel 1905.
Danneggiata dal terremoto del Friuli del 1976, fu ristrutturata; altri lavori minori furono eseguiti nel 2009.

## Descrizione

### Interno

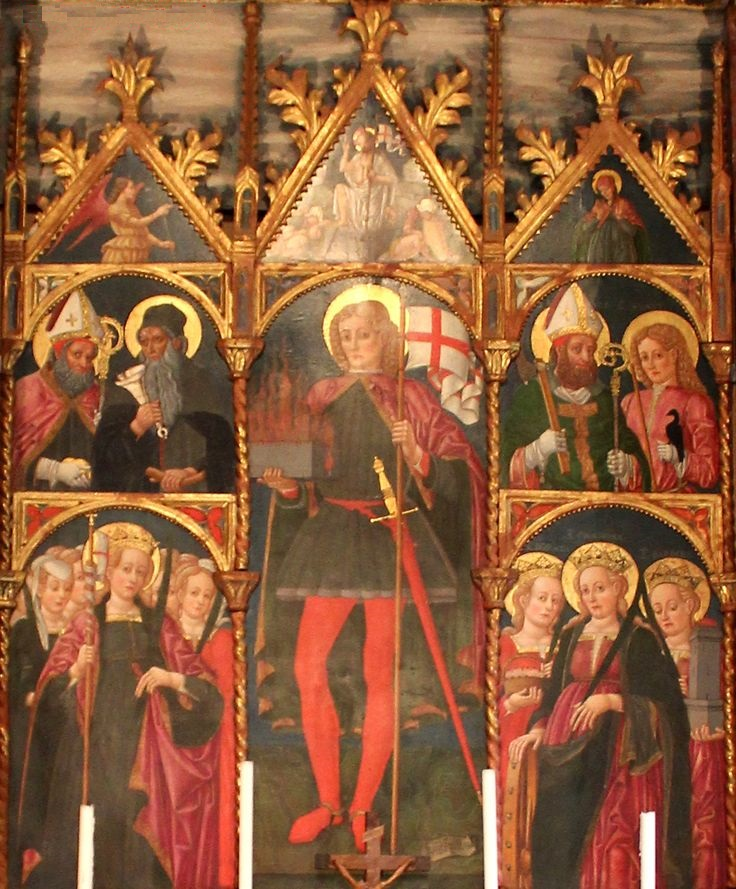
Andrea Bellunello, Pala di San Floriano

Nell'abside sono presenti affreschi che rappresentano Santi e Dottori della chiesa, opera di Gianfrancesco da Tolmezzo e datato 17 aprile 1500. È inoltre presente il coloratissimo Polittico di san Floriano di Andrea Bellunello, riportante la firma dell'artista e la datazione del 1480, con cornice tricuspidata e al centro la figura coloratissima di San Floriano, che si riallaccia alla contemporanea pittura rinascimentale veneziana. La parte centrale raffigura san Floriano in veste cavalleresca che sorregge il modellino di un castello in fiamme, è infatti ritenuto il protettore degli incendi. Ai lati sono rappresentati dei santi, mentre in alto al centro la scena della Resurrezione di Cristo e ai lati l'Annunciazione.